# All-Star Team Tipsport ligy (Slovensko)
All-Star Team Slovenské Tipsport ligy je ideální sestava sezóny nejvyšší domácí soutěže hrané na Slovensku. První nejlepší sestava byla vybrána v ročníku 1997/1998.

## Rozpis sestavy
| Sezona                      | Brankář                                                                                             | Obránce                                                                                             | Obránce                                                                                             | Útočník                                                                                             | Útočník                                                                                             | Útočník                                                                                             |
| --------------------------- | --------------------------------------------------------------------------------------------------- | --------------------------------------------------------------------------------------------------- | --------------------------------------------------------------------------------------------------- | --------------------------------------------------------------------------------------------------- | --------------------------------------------------------------------------------------------------- | --------------------------------------------------------------------------------------------------- |
| 1997/1998                   | Miroslav Šimonovič                                                                                  | Róbert Pukalovič                                                                                    | Ján Varholík                                                                                        | Vlastimil Plavucha                                                                                  | Igor Rataj                                                                                          | Zdeno Cíger                                                                                         |
| 1998/1999                   | Pavol Rybár                                                                                         | Ľubomír Višňovský                                                                                   | Vladimír Vlk                                                                                        | Zdeno Cíger                                                                                         | Roman Iľjin                                                                                         | Igor Liba                                                                                           |
| 1999/2000                   | Radovan Biegl                                                                                       | Ľubomír Višňovský                                                                                   | Róbert Pukalovič                                                                                    | Richard Kapuš                                                                                       | Zdeno Cíger                                                                                         | Vlastimil Plavucha                                                                                  |
| 2000/2001                   | Pavol Rybár                                                                                         | Róbert Pukalovič                                                                                    | Martin Hlavačka                                                                                     | Richard Šechný                                                                                      | Zdeno Cíger                                                                                         | Peter Fabuš                                                                                         |
| 2001/2002                   | Miroslav Šimonovič                                                                                  | Dušan Milo                                                                                          | Radoslav Hecl                                                                                       | Jaroslav Torok                                                                                      | Richard Šechný                                                                                      | Juraj Halaj                                                                                         |
| 2002/2003                   | Pavol Rybár                                                                                         | Vladimír Vlk                                                                                        | Juraj Kledrowetz                                                                                    | Arne Kroták                                                                                         | Zdeno Cíger                                                                                         | Richard Kapuš                                                                                       |
| 2003/2004                   | Karol Križan                                                                                        | Petr Pavlas                                                                                         | Andrej Meszároš                                                                                     | Martin Bartek                                                                                       | Roman Kukumberg                                                                                     | Peter Fabuš                                                                                         |
| 2004/2005                   | Karol Križan                                                                                        | Ľubomír Višňovský                                                                                   | René Vydarený                                                                                       | Miroslav Šatan                                                                                      | Michal Handzuš                                                                                      | Pavol Demitra                                                                                       |
| 2005/2006                   | Miroslav Lipovský                                                                                   | Dušan Milo                                                                                          | Peter Podhradský                                                                                    | Arne Kroták                                                                                         | Andrej Kollár                                                                                       | Miroslav Kováčik                                                                                    |
| 2006/2007                   | Sasu Hovi                                                                                           | Daniel Babka                                                                                        | Marcel Šterbák                                                                                      | Marek Uram                                                                                          | Tibor Melichárek                                                                                    | Roman Kukumberg                                                                                     |
| 2007/2008                   | Sasu Hovi                                                                                           | Peter Pavlas                                                                                        | Martin Ivicic                                                                                       | Martin Hujsa                                                                                        | Andrei Kollar                                                                                       | Žigmund Pálffy                                                                                      |
| 2008/2009                   | Július Hudáček                                                                                      | Jan Hranáč                                                                                          | Ján Tabaček                                                                                         | Juraj Mikúš                                                                                         | Rudolf Huna                                                                                         | Žigmund Pálffy                                                                                      |
| 2009/2010                   | Július Hudáček                                                                                      | Peter Frühauf                                                                                       | Peter Mikuš                                                                                         | Rudolf Huna                                                                                         | Ján Pardavý                                                                                         | Žigmund Pálffy                                                                                      |
| 2010/2011                   | Július Hudáček                                                                                      | Ján Tabaček                                                                                         | Radoslav Suchý                                                                                      | Miroslav Zálešák                                                                                    | Arne Kroták                                                                                         | Stanislav Gron                                                                                      |
| 2011/2012                   | Branislav Konrád                                                                                    | Ivan Švarný                                                                                         | Ján Tabaček                                                                                         | Žigmund Pálffy                                                                                      | Miroslav Šatan                                                                                      | Libor Hudáček                                                                                       |
| 2012/2013                   | Tomáš Tomek                                                                                         | Peter König                                                                                         | Martin Štrbák                                                                                       | Marcel Haščák                                                                                       | Lukáš Jurík                                                                                         | Žigmund Pálffy                                                                                      |
| 2013/2014                   | Rastislav Staňa                                                                                     | Peter König                                                                                         | Martin Štrbák                                                                                       | Roman Tománek                                                                                       | Jozef Stümpel                                                                                       | Richard Jenčík                                                                                      |
| 2014/2015                   | Branislav Konrád                                                                                    | Adam Jánošík                                                                                        | Mislav Rosandić                                                                                     | Roman Tománek                                                                                       | Jozef Stümpel                                                                                       | Gabriel Spilar                                                                                      |
| 2015/2016                   | Michal Valent                                                                                       | Ivan Ďatelinka                                                                                      | Jameson Milam                                                                                       | David Laliberté                                                                                     | Juraj Majdan                                                                                        | Judd Blackwater                                                                                     |
| 2016/2017                   | Jason Bacashihua                                                                                    | Mathew Maione                                                                                       | Jameson Milam                                                                                       | Tomáš Surový                                                                                        | Marek Hovorka                                                                                       | Ladislav Nagy                                                                                       |
| 2017/2018                   | Michal Valent                                                                                       | Tomáš Starosta                                                                                      | Nick Ross                                                                                           | Branko Radivojevič                                                                                  | Michal Krištof                                                                                      | Éric Faille                                                                                         |
| 2018/2019                   | Michal Valent                                                                                       | Tomáš Starosta                                                                                      | Ivan Ďatelinka                                                                                      | Róbert Lantoši                                                                                      | Samuel Buček                                                                                        | Ladislav Nagy                                                                                       |
| 2019/2020                   | V rámci ankety Hokejista roku byl galavečer odevzdávaní cen zrušen pro obavy z nového Koronavirusu. | V rámci ankety Hokejista roku byl galavečer odevzdávaní cen zrušen pro obavy z nového Koronavirusu. | V rámci ankety Hokejista roku byl galavečer odevzdávaní cen zrušen pro obavy z nového Koronavirusu. | V rámci ankety Hokejista roku byl galavečer odevzdávaní cen zrušen pro obavy z nového Koronavirusu. | V rámci ankety Hokejista roku byl galavečer odevzdávaní cen zrušen pro obavy z nového Koronavirusu. | V rámci ankety Hokejista roku byl galavečer odevzdávaní cen zrušen pro obavy z nového Koronavirusu. |
| 2020/2021                   | Robin Rahm                                                                                          | Carl Ackered                                                                                        | Adam Drgoň                                                                                          | Marcel Haščák                                                                                       | Dávid Skokan                                                                                        | Radovan Bondra                                                                                      |
| 2021/2022                   | Marcel Melicherčík                                                                                  | Šimon Nemec                                                                                         | Matt MacKenzie                                                                                      | Samuel Buček                                                                                        | Samuel Takáč                                                                                        | Pavol Regenda                                                                                       |
| 2022/2023                   | Stanislav Škorvánek                                                                                 | Matt MacKenzie                                                                                      | Jordon Southorn                                                                                     | Max Gerlach                                                                                         | Michal Chovan                                                                                       | Brant Harris                                                                                        |
| 2023/2024                   | Stanislav Škorvánek                                                                                 | Alex Breton                                                                                         | Igor Merezhko                                                                                       | Olivier Archambault                                                                                 | Samuel Buček                                                                                        | Kaspars Daugavins                                                                                   |
| Zdroj na eliteprospects.com | | | | | | |